# Talk to the Animals
"Talk to the Animals" is een lied uit de  Amerikaanse musicalfilm Doctor Dolittle (1967). Het is geschreven door de Britse componist Leslie Bricusse en wordt in de film gezongen door de dokter, gespeeld door Rex Harrison.
Het lied won een Academy Award voor beste originele lied op de 40ste Oscaruitreiking in april 1968. Het werd uitgebracht op de LP met de originele soundtrack en het is gecoverd door vele anderen, waaronder:
- Anthony Newley op de LP Anthony Newley sings the songs from Doctor Dolittle
- Alvin and the Chipmunks op de LP The Chipmunks see Doctor Dolittle (ook uitgebracht op single)
- Charlie Byrd op de LP Hit Trip
- Bing Crosby op de LP Thoroughly Modern Bing
- Sammy Davis jr. op de LP Dr. Dolittle
- Bobby Darin op de LP Bobby Darin sings Doctor Dolittle (ook uitgebracht op single)
- Herb Alpert and the Tijuana Brass op de LP The Beat of the Brass
- Roger Whittaker, uitgebracht op single
- Louis Armstrong, wiens versie te horen is op het einde van de gelijknamige remake uit 1998 met Eddie Murphy als de dokter.